# Brigitte Vasallo
Brigitte Vasallo (née en 1973 à Barcelone) est une écrivaine espagnole antiraciste, connue pour ses critiques portant sur l'islamophobie, le purple-washing et l'homonationalisme.
Elle est issue d'une famille galicienne qui a émigré en France puis en Catalogne. Elle a passé la plus grande partie de sa vie au Maroc. Elle collabore régulièrement avec différents réseaux de média comme eldiario.es, Catalunya Ràdio, Diagonal, La Directa ou Pikara Magazine,. De plus, elle donne des discours dans plusieurs conférences et universités comme l'université autonome de Barcelone où elle est conférencière pour la classe de master en genre et communication.